# Comparettia acebeyae
Comparettia acebeyae är en orkidéart som först beskrevs av Roberto Vásquez och Dodson, och fick sitt nu gällande namn av Mark W. Chase och Norris Hagan Williams. Comparettia acebeyae ingår i släktet Comparettia, och familjen orkidéer.
Artens utbredningsområde är Bolivia. Inga underarter finns listade i Catalogue of Life.